# Thomas Gage, 7. Baronet
Sir Thomas Gage, 7. Baronet (* 2. März 1781; † 27. Dezember 1820), war ein britischer Botaniker.
Er war der einzige Sohn von Sir Thomas Gage, 6. Baronet, und dessen Gattin Charlotte Fitzherbert. Beim Tod seines Vaters 1798 erbte er dessen 1662 in der Baronetage of England geschaffenen Adelstitel eines Baronets, of Hengrave in the County of Suffolk.
Die Bibliothek der Universität Cambridge, Department of Manuscripts and University Archives, bewahrt Skizzenbücher von Gage aus den Jahren 1807–1811 auf. Der britische Botaniker Richard Anthony Salisbury benannte die Pflanzengattung Gagea aus der Familie der Liliengewächse zu Ehren von Gage.
Am 9. Januar 1809 heiratete er Lady Mary-Anne Browne, Tochter des Valentine Browne, 1. Earl of Kenmare. Mit ihr hatte er einen Sohn und Erben, Sir Edward Rokewood Gage, 9. Baronet († 1872).